# Aristide Bancé
Aristide Bancé (Abiyán, Costa de Marfil, 19 de septiembre de 1984) es un exfutbolista burkinés que jugaba como delantero y se retiró en julio de 2020.
Comenzó su carrera europea en Lokeren, anotando 27 goles en 87 partidos de la Jupiler Pro League. 
El 20 de junio de 2006, Bancé fichó por Metalurh Donetsk con un contrato de cuatro años. Al no conseguir un puesto en el primer equipo, regresó a Bélgica en julio de 2007 y fichó por el Germinal Beerschot cedido por un año. Sin embargo un semestre después fue cedido al Kickers Offenbach para el resto de la temporada.
Después de una temporada en Ucrania con el Metalurh Donetsk se mudó al club alemán Mainz 05 . En su primera temporada en Mainz ayudó al club a conseguir el ascenso a la Bundesliga con 14 goles en liga, así como las semifinales de la DFB-Pokal, anotando 4 goles en esta última competición. La siguiente temporada, con Thomas Tuchel como director técnico, ayudó con sus goles al Mainz a mantenerse en la máxima categoría alemana, alcanzando de paso el noveno lugar al anotar 10 goles en la Bundesliga 2009-10.

## Selección nacional
Fue internacional con la selección de fútbol de Burkina Faso en 75 ocasiones y anotó 23 goles.
En 2013, Bancé ayudó a su selección a llegar a la final de la Copa Africana de Naciones 2013, el mayor logro de Burkina Faso en el fútbol hasta la fecha. Marcó un tanto en el empate como el tiro ganador en la tanda de penaltis de la semifinal contra Ghana. En la Copa Africana de Naciones de 2017 marcó el primer gol en la victoria de Burkina Faso sobre Túnez en los cuartos de final; en la semifinal anotó el empate tardío contra Egipto para llevar el partido a la tanda de penaltis. Burkina Faso perdió la tanda de penaltis y finalmente terminó tercero en la general de la copa al derrotar a Ghana en el desempate por el tercer puesto.

## Clubes
| Club                          | País                   | Año       |
| ----------------------------- | ---------------------- | --------- |
| Stade Abidjan                 | Costa de Marfil        | 2000      |
| Athlétic Adjamé               | Costa de Marfil        | 2001      |
| RFC Daoukro                   | Costa de Marfil        | 2002      |
| Santos de Uagadugú            | Burkina Faso           | 2002-2003 |
| K. S. C. Lokeren              | Bélgica                | 2003-2006 |
| Metalurg Donetsk              | Ucrania                | 2006-2008 |
| Germinal Beerschot (préstamo) | Bélgica                | 2007-2008 |
| Kickers Offenbach (préstamo)  | Alemania               | 2008      |
| 1. FSV Maguncia 05            | Alemania               | 2008-2010 |
| Al-Ahli F. C.                 | Emiratos Árabes Unidos | 2010-2012 |
| Umm-Salal S. C. (préstamo)    | Catar                  | 2010-2011 |
| Samsunspor (préstamo)         | Turquía                | 2011-2012 |
| F. C. Augsburgo               | Alemania               | 2012-2014 |
| Fortuna Dusseldorf (préstamo) | Alemania               | 2013-2014 |
| HJK Helsinki                  | Finlandia              | 2014      |
| F. C. Irtysh Pavlodar         | Kazajistán             | 2015      |
| Chippa United F. C.           | Sudáfrica              | 2015-2016 |
| Riga F. C.                    | Letonia                | 2016      |
| ASEC Mimosas                  | Costa de Marfil        | 2017      |
| Al-Masry                      | Egipto                 | 2017-2018 |
| USFA                          | Burkina Faso           | 2019      |
| Horoya A. C.                  | Guinea                 | 2019-2020 |